# Vitalij Klytjkos idrottskarriär
Vitalij Klytjkos idrottskarriär började inom kickboxningen. Han blev där flerfaldig världsmästare, både som amatör och som professionell. Därefter påbörjade han en karriär inom boxning, där han mellan 1999 och 2013 under flera perioder var världsmästare i tungvikt. 2013 avslutade han sin aktiva idrottskarriär för att koncentrera sig på sin nya karriär som politiker (se vidare Vitalij Klytjko).

## Kickboxning
Vitalij Klytjko hade i början på 1990-talet gjort sig ett namn som kickboxare där han blev världsmästare två gånger som amatör och fyra gångar som professionell. Som amatör vann han 195 matcher av 210 (80 på knockout) och som professionell blev det 34 segrar, varav 22 via knockout, och en förlust.

## Amatörboxning
Vitalij Klytjko började med boxning i Kievs arméklubb "Spartak" där han år 1995 blev militärvärldsmästare i Rom efter en poängseger över ryssen Aleksej Lezin; en motståndare han tidigare förlorat VM-finalen i Berlin emot. Klytjko flyttade samma år till tyska Flensburg för att boxas för Sparta Flensburg. Men inför OS i Atlanta 1996 testade han positivt för den förbjudna dopningsubstansen Nandrolon som gjorde att han omedelbart fick lämna både klubben och det ukrainska landslaget. Klytjko erkände senare i en självbiografi att han dopat sig, men att det berodde på en skada i ett ben.
Lillebror Wladimir Klitschko tog över hans plats i såväl Sparta Flensburg som i landslaget. När Wladimir sedan tog OS-guld öppnades dörren till proffsvärlden även för broder Vitalij. Den kände promotorn Don King lockade med ett kontrakt, men bröderna valde istället det tyska Universumstallet.
Vitalij Klytjko facit som amatör blev 195 vinster (80 via knockout) och 15 förluster.

## Proffsboxning

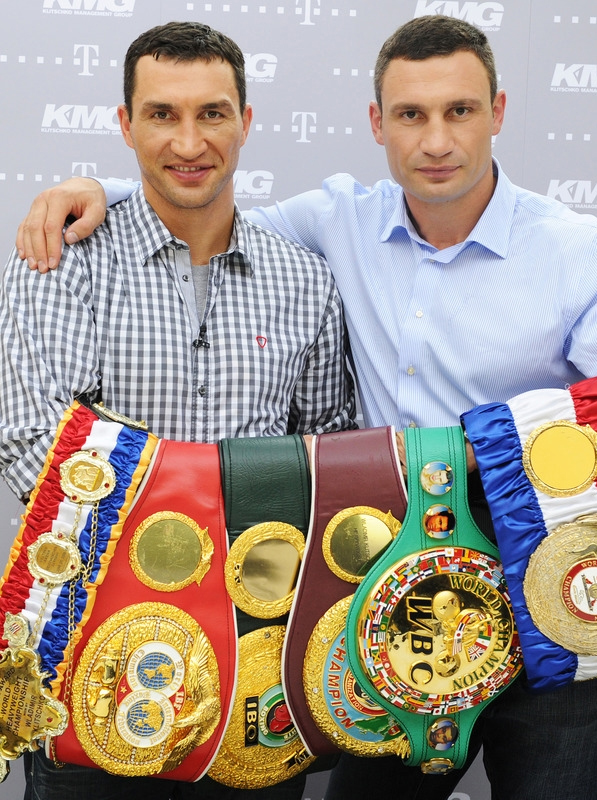
Klytjko-bröderna med alla deras världsmästarbälten 2012 (Vitalij till höger)

Klytjko vann WBO-titeln 1999 efter att ha besegrat britten Herbie Hide på knockout. Han försvarade titeln två gångar innan han 2000 förlorade mot Chris Byrd, som vann efter att Klytjko skadat sig och domaren stoppat matchen i nionde ronden. Klytjko vann WBC-titeln 2004 efter att Lennox Lewis dragit sig tillbaka. Hans enda två förluster i karriären, mot Chris Byrd och Lennox Lewis, kom till följd av skador som tvingade honom att bryta matcherna. Båda dessa matcher ledde han på poäng.
Klytjko tvingades sluta i förtid 2005 som regerande WBC-mästare, men gjorde comeback 2008 och vann tillbaka WBC-titeln i oktober 2008. 
Klytjko avstod i december 2013 sitt WBC-bälte för att istället fokusera på sin politiska karriär hemma i Ukraina. Då han utsetts till "Champion emeritus" gav detta honom en teoretisk möjlighet att komma tillbaka till ringen - vilket dock inte blev fallet.
Klytjko vann under sin professionella boxningskarriär 41 av 47 matcher på knockout (87,2%) vilket är den näst högsta procentsatsen KO-segrar genom tiderna bland tungviktsmästarna; endast överträffat av Rocky Marciano med 43 KO på 49 matcher (87,8%). Klytjko blev under sin proffsboxningskarriär aldrig besegrad via knockout, inte heller poängbesegrad. Hans matchstatistik kunde ha varit skriven med en nolla (0) i förlustkolumnen om han inte haft oturen att skada sig i de båda matcher han förlorade, detta då han vid båda tillfällena i de avbrutna matcherna ledde på poäng.
Klytjko-bröderna är det första syskonparet som varit tungviktsmästare samtidigt. Tillsammans hade de efter Vitalijs comeback 2008 under en tid alla de fyra stora VM-bältena (WBA, WBC, IBF, WBO)  tillsammans.

### Matchstatistik som proffs
| 45 Segrar (41 på knockout, 4 på poäng), 2 förluster, 0 oavgjorda |       |                     |     |               |            |                                                    | |
| Resultat                                                         | Poäng | Motståndare         | Typ | Rd., Tid      | Datum      | Plats                                              | Noter                                                                                                   |
| Seger                                                            | 45–2  | Manuel Charr        | TKO | 4 (12), 2:04  | 2012-09-08 | Olimpijskij, Moskva                                | försvarade WBC:s tungviktstitel.                                                                        |
| Seger                                                            | 44–2  | Dereck Chisora      | UD  | 12            | 2012-02-18 | Olympiahalle, München                              | försvarade WBC:s tungviktstitel.                                                                        |
| Seger                                                            | 43–2  | Tomasz Adamek       | TKO | 10 (12), 2:20 | 2011-09-10 | Municipal Stadium, Wrocław                         | försvarade WBC:s tungviktstitel.                                                                        |
| Seger                                                            | 42–2  | Odlanier Solis      | KO  | 1 (12), 3:00  | 2011-03-19 | Lanxess Arena, Köln                                | försvarade WBC:s tungviktstitel.                                                                        |
| Seger                                                            | 41–2  | Shannon Briggs      | UD  | 12            | 2010-10-16 | O2 World Arena, Altona, Hamburg                    | försvarade WBC:s tungviktstitel.                                                                        |
| Seger                                                            | 40–2  | Albert Sosnowski    | KO  | 10 (12), 2:30 | 2010-05-29 | Veltins-Arena, Gelsenkirchen                       | försvarade WBC:s tungviktstitel.                                                                        |
| Seger                                                            | 39–2  | Kevin Johnson       | UD  | 12            | 2009-12-12 | PostFinance Arena, Bern                            | försvarade WBC:s tungviktstitel.                                                                        |
| Seger                                                            | 38–2  | Chris Arreola       | RTD | 10 (12), 3:00 | 2009-09-26 | Staples Center, Los Angeles, Kalifornien           | försvarade WBC:s tungviktstitel.                                                                        |
| Seger                                                            | 37–2  | Juan Carlos Gómez   | TKO | 9 (12), 1:49  | 2009-03-21 | Hanns-Martin-Schleyer-Halle, Stuttgart             | försvarade WBC:s tungviktstitel.                                                                        |
| Seger                                                            | 36–2  | Samuel Peter        | RTD | 8 (12), 3:00  | 2008-10-11 | O2 World, Friedrichshain, Berlin                   | vann WBC:s tungviktstitel.                                                                              |
| Seger                                                            | 35–2  | Danny Williams      | TKO | 8 (12), 1:26  | 2004-12-11 | Mandalay Bay Resort & Casino, Las Vegas, Nevada    | försvarade WBC & The Rings tungviktstitlar.                                                             |
| Seger                                                            | 34–2  | Corrie Sanders      | TKO | 8 (12), 2:46  | 2004-04-24 | Staples Center, Los Angeles, Kalifornien           | vann WBC & The Rings vakanta tungviktstitlar.                                                           |
| Seger                                                            | 33–2  | Kirk Johnson        | TKO | 2 (12), 2:54  | 2003-12-06 | Madison Square Garden, New York, New York          | kvalificeringsmatch för WBC:s tungviktstitel.                                                           |
| Förlust                                                          | 32–2  | Lennox Lewis        | TKO | 6 (12), 3:00  | 2003-06-21 | Staples Center, Los Angeles, Kalifornien           | om WBC, IBO, The Rings tungviktstitlar och Linjära mästerskapsbältet                                    |
| Seger                                                            | 32–1  | Larry Donald        | TKO | 10 (12), 2:35 | 2002-11-23 | Arena Westfalenhalle, Dortmund                     | försvarade WBA Inter-Continentals tungviktstitel. dessutom kvalificeringsmatch för WBA:s tungviktstitel |
| Seger                                                            | 31–1  | Vaughn Bean         | TKO | 11 (12), 1:40 | 2002-02-08 | Volkswagen Halle, Braunschweig                     | försvarade WBA Inter-Continentals tungviktstitel.                                                       |
| Seger                                                            | 30–1  | Ross Puritty        | TKO | 11 (12), 1:16 | 2001-12-08 | König Pilsener Arena, Oberhausen                   | försvarade WBA Inter-Continentals tungviktstitel.                                                       |
| Seger                                                            | 29–1  | Orlin Norris        | KO  | 1 (12), 1:09  | 2001-01-27 | Rudi Sedlmayer Halle, München                      | vann WBA Inter-Continentals vakanta tungviktstitel.                                                     |
| Seger                                                            | 28–1  | Timo Hoffmann       | UD  | 12            | 2000-11-25 | Preussag Arena, Hannover                           | vann EBU:s vakanta tungviktstitel.                                                                      |
| Förlust                                                          | 27–1  | Chris Byrd          | RTD | 9 (12), 3:00  | 2000-04-01 | Estrel Convention Center, Neukölln, Berlin         | förlorade WBO:s tungviktstitel.                                                                         |
| Seger                                                            | 27–0  | Obed Sullivan       | RTD | 9 (12), 3:00  | 1999-12-11 | Alsterdorfer Sporthalle, Alsterdorf, Hamburg       | försvarade WBO:s tungviktstitel.                                                                        |
| Seger                                                            | 26–0  | Ed Mahone           | TKO | 3 (12), 1:45  | 1999-10-09 | König Pilsener Arena, Oberhausen                   | försvarade WBO:s tungviktstitel.                                                                        |
| Seger                                                            | 25–0  | Herbie Hide         | KO  | 2 (12), 1:14  | 1999-06-26 | New London Arena, Millwall, London                 | vann WBO:s tungviktstitel.                                                                              |
| Seger                                                            | 24–0  | Ismael Youla        | TKO | 2 (12), 1:30  | 1999-02-20 | Alsterdorfer Sporthalle, Alsterdorf, Hamburg       | försvarade EBU:s tungviktstitel.                                                                        |
| Seger                                                            | 23–0  | Francesco Spinelli  | TKO | 1 (12), 1:49  | 1998-12-05 | Sportpalatset, Kiev                                | försvarade EBU:s tungviktstitel.                                                                        |
| Seger                                                            | 22–0  | Mario Schiesser     | TKO | 2 (12), 2:00  | 1998-10-24 | Alsterdorfer Sporthalle, Alsterdorf, Hamburg       | vann EBU:s vakanta tungviktstitel.                                                                      |
| Seger                                                            | 21–0  | Ricardo Kennedy     | TKO | 1 (8), 1:31   | 1998-08-11 | Miccosukee Indian Gaming Resort, Miami, Florida    | |
| Seger                                                            | 20–0  | Jose Ribalta        | TKO | 2 (8), 2:13   | 1998-06-05 | Sporthalle, Wandsbek, Hamburg                      | |
| Seger                                                            | 19–0  | Dicky Ryan          | TKO | 5 (12)        | 1998-05-02 | Hansehalle, Lübeck                                 | vann WBO:s Inter-Continentals vakanta tungviktstitel.                                                   |
| Seger                                                            | 18–0  | Julius Francis      | TKO | 2 (12)        | 1998-04-18 | Eurogress, Aachen                                  | |
| Seger                                                            | 17–0  | Levi Billups        | KO  | 2 (10)        | 1998-03-20 | Ballsporthalle, Frankfurt                          | |
| Seger                                                            | 16–0  | Louis Monaco        | KO  | 3 (10)        | 1998-03-07 | Sartory Saale, Köln                                | |
| Seger                                                            | 15–0  | Alben Belinski      | KO  | 2 (8)         | 1998-01-30 | Berdux Filmstudios, München                        | |
| Seger                                                            | 14–0  | Marcus Rhode        | TKO | 2 (10)        | 1998-01-17 | Sport und Erholungszentrum, Friedrichshain, Berlin | |
| Seger                                                            | 13–0  | Anthony Willis      | KO  | 5 (8)         | 1997-12-20 | Oberrheinhalle, Offenburg                          | |
| Seger                                                            | 12–0  | Herman Delgado      | TKO | 3 (8)         | 1997-11-29 | Rheinstrandhalle, Karlsruhe                        | |
| Seger                                                            | 11–0  | Gilberto Williamson | KO  | 6 (8), 2:50   | 1997-11-08 | Ballsporthalle, Frankfurt                          | |
| Seger                                                            | 10–0  | Will Hinton         | KO  | 2 (6)         | 1997-10-04 | Stadionsporthalle, Hannover                        | |
| Seger                                                            | 9–0   | Jimmy Haynes        | KO  | 2 (6)         | 1997-06-14 | Saaltheater Geulen, Aachen                         | |
| Seger                                                            | 8–0   | Cleveland Woods     | KO  | 2 (6), 2:16   | 1997-05-10 | Ballsporthalle, Frankfurt                          | |
| Seger                                                            | 7–0   | Derrick Roddy       | TKO | 2 (6), 2:14   | 1997-04-12 | Eurogress, Aachen                                  | |
| Seger                                                            | 6–0   | Calvin Jones        | KO  | 1 (6), 2:58   | 1997-03-08 | Sartory Saale, Köln                                | |
| Seger                                                            | 5–0   | Troy Roberts        | TKO | 2 (6), 1:14   | 1997-02-22 | Sporthalle, Wandsbek, Hamburg                      | |
| Seger                                                            | 4–0   | Mike Acklie         | KO  | 1 (6), 0:32   | 1997-01-25 | Maritim Hotel, Stuttgart                           | |
| Seger                                                            | 3–0   | Brian Sargent       | TKO | 2 (6), 1:08   | 1996-12-21 | Zoo-Gesellschaftshaus, Frankfurt                   | |
| Seger                                                            | 2–0   | Frantisek Sumina    | TKO | 1 (4), 1:12   | 1996-11-30 | Arena Nova, Wiener Neustadt                        | |
| Seger                                                            | 1–0   | Tony Bradham        | KO  | 2 (4), 1:14   | 1996-11-16 | Sporthalle, Wandsbek, Hamburg                      | professionell debut                                                                                     |

## Källhänvisningar
1. ↑  ”Boxing: Klitschko admits steroid abuse”. The Daily Telegraph. 2 november 2004. http://www.telegraph.co.uk/sport/othersports/boxing/2389404/Boxing-Klitschko-admits-steroid-abuse.html.
2. ↑  ”The 10 Most Infamous PED Users in Boxing” (på engelska). FightClubWriter.com. 12 juli 2011. Arkiverad från originalet den 7 februari 2015. https://web.archive.org/web/20150207221249/http://www.fightclubwriter.com/2011/07/10-most-infamous-ped-users/. Läst 7 februari 2015.
3. ↑  Not: Lillebror har använt tysk transkription av sitt namn under sin europeiska/internationella proffskarriär.
4. ↑  Das Leben der Klitschkos im Film: Start in Flensburg shz.de (tyska)
5. ↑  ”Boxarbröderna från Kiev valde den svåra vägen”. DN.SE. 18 februari 2012. https://www.dn.se/sport/boxarbroderna-fran-kiev-valde-den-svara-vagen/. Läst 1 oktober 2019.
6. ↑  ”Sputnik International - Breaking News & Analysis - Radio, Photos, Videos, Infographics” (på engelska). sputniknews.com. https://sputniknews.com/. Läst 1 oktober 2019.
7. ↑  ”Sport | MSN - Senaste nytt om fotboll, ishockey, golf och resultat”. www.msn.com. http://www.msn.com/sv-se/sport. Läst 1 oktober 2019.
8. ↑  http://www.boxinginsider.com/columns/charr-vs-klitschko-vitalis-last-fight-dont-bet-on-it/
9. ↑  ”Arkiverade kopian”. Arkiverad från originalet den 5 juni 2014. https://web.archive.org/web/20140605091854/http://boxrec.com/list_bouts.php?human_id=7033&cat=boxer. Läst 20 juni 2014.
10. ↑  Vitali Klitschko – Boxer Arkiverad 25 september 2012 hämtat från the Wayback Machine.. Boxrec.com. Retrieved on 2011-04-19.